# Pierre et Raymond Jaccard

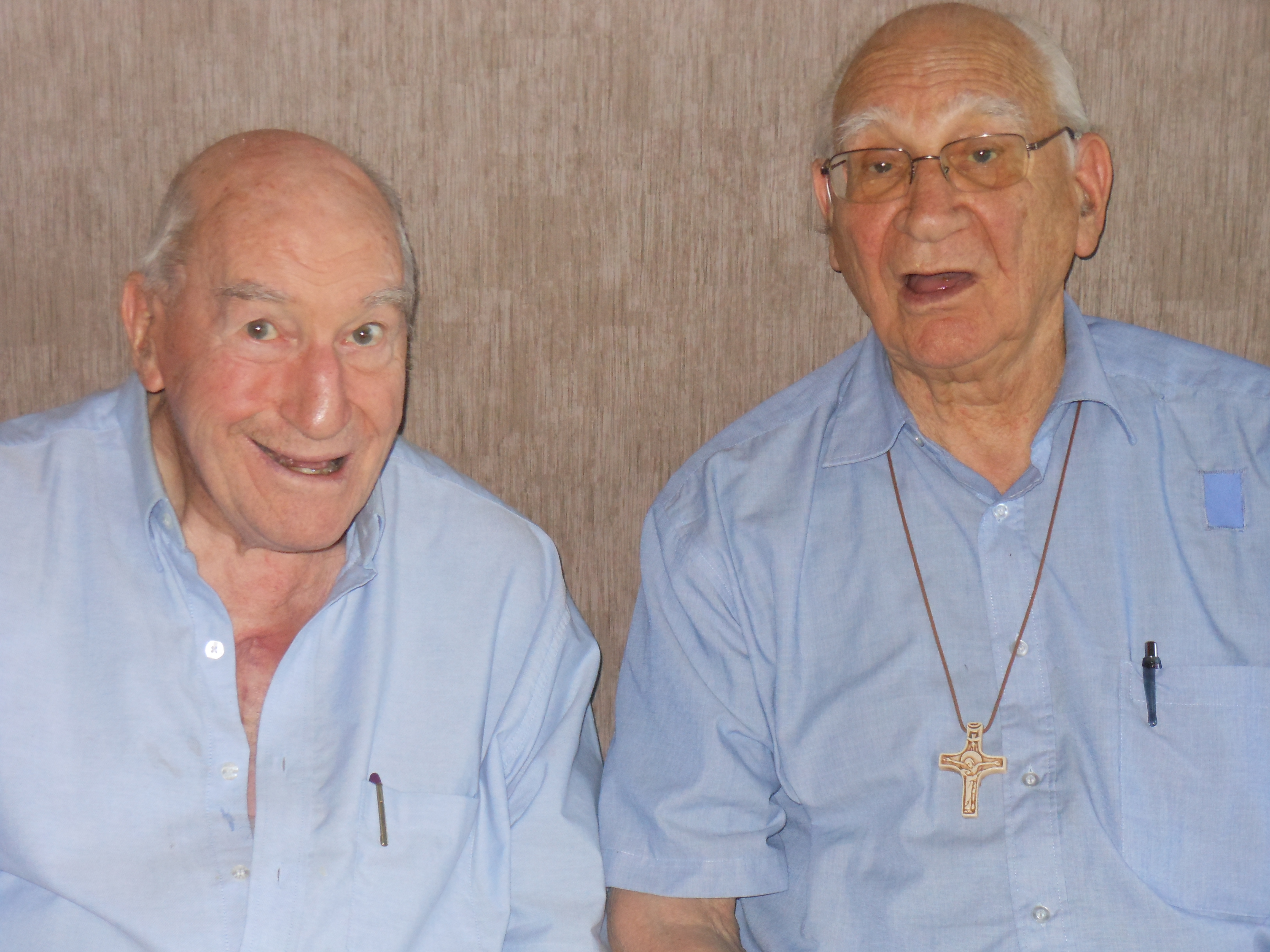
Les frères Jaccard en 2013.

Les frères Pierre et Raymond Jaccard sont deux prêtres et missionnaires français de l'Église catholique.
Ils ont sillonné le monde pendant quarante ans pour soigner les lépreux, les handicapés, des prostitués et des enfants des rues,. Ils ont visité plus de 37 pays pour créer des centres d'appareillage pour la fabrication de prothèses, ainsi que des ateliers pour apprendre un métier aux prostituées en Colombie, Équateur et République dominicaine. C'est à cause de leurs missions qu'on les surnomme les Globe-trotter de la charité,.
À la suite de plusieurs plaintes pour abus sexuels, Raymond Jaccard est suspendu de ses ministères en mai 2020. 

## Biographie
Pierre (Ernest à sa naissance) Jaccard naît le 21 mai 1927 à Villers le Lac dans le Doubs, à la frontière franco-suisse. Il est le deuxième d’une fratrie de 4 enfants. Il est ordonné le 29 juin 1953 à l'âge 26 ans à Besançon. Il décède le 16 juillet 2018 à Pugny-Chatenod,.
Raymond Jaccard, son frère naît le 24 octobre 1931. Il a un frère jumeau, Xavier. Il est ordonné le 28 juin à l'âge de 27 ans. Il décède le 20 août 2021, dans sa 90e année. 

## Vie missionnaire
En 1967, le père Raymond est appelé au Cameroun par Jean Zoa, l'évêque de Yaoundé, comme prêtre fidei donum à la léproserie de la Dibamba, pour être responsable de 400 lépreux. Après 4 ans, il apprend à opérer pour enlever les jambes pourries par des ostéites et met au point une prothèse simple au service des pauvres. En 1970, il part pour une autre léproserie : le centre Jamot de Yaoundé surnommé le dépotoir. Son frère Pierre le rejoint en 1972 après avoir quitté les Petits Frères de Foucauld en Espagne. Ils y soigne en priorité les lépreux porteurs de plaies (30% sont porteurs du « mal perforant plantaire),,,,.
Deux mille lépreux sont ainsi soignés et retrouvent une vie normale dans la société À partir des années 1980, ils travaillent dans toute l'Afrique. Appelés en Thaïlande par le Docteur Richardier et son équipe, ils encourageront la fondation de Handicap international. Pendant 10 ans, ils sont au service de Mère Teresa. Appelés par la Croix Rouge internationale et le Haut Commissariat aux Réfugiés, l'ordre souverain de Malte, Médecins sans Vacances et de nombreuses autres associations internationales, ils secourent des amputés victimes de la guerre et des tremblements de terre à Mexico, au Cambodge, au Viet Nam, au Yémen, en Éthiopie, Égypte, Pakistan, Népal, Inde, Guinée, Burkina Faso, Rwanda, Togo, Côte d'Ivoire, Zaïre, Mali, Bénin, Philippines, Haïti, Brésil, Équateur, Mexique, Colombie... au total dans 37 pays du monde,,,,,,.

### Les lépreux
Pour venir en aide aux lépreux, les frères Jaccard ont développé une nouvelle méthode jusqu'à ce moment inexistante, connue aujourd'hui comme la méthode Jaccard : La méthode Jaccard consiste à opérer les lépreux grabataires, à les appareiller avec des prothèses auto-réglables, réalisés par les malades eux-mêmes avec des matériaux toujours trouvés sur place, puis à les réinsérer socialement, ce qui permet de quitter les léproseries-refuge où l'espoir de guérison était inexistant et les rendait dépendants à vie,,. En 1972 ils créent le Centre National de Prothèses au Cameroun, unique dans ce pays, qui devient bientôt un centre prototype pour toute l'Afrique francophone. Les prothèses seront aussi utilisées par les grands amputés de guerre et les orthèses, pour les petits enfants atteints de poliomyélite,,.

#### La prothèse Jaccard, une invention
La prothèse dite Jaccard ou prothèse dite africaine garde les grands principes de la prothèse mais dépouillée de tous les aspects superficiels et esthétiques,. Conçue pour les pauvres, elle est fabriquée avec le matériel trouvé sur place, les rivets, les manchons et les sacs en cuir. Une prothèse robuste, efficace, fonctionnelle et auto-corrective car le moignon se rétrécit. Les malades apprennent à faire eux-mêmes leurs prothèses et à la réparer. Au lieu de coûter mille cinq cents dollars, elle ne coûte que cinq dollars[réf. nécessaire]. Au Cambodge, ils apprennent à ciseler le bambou pour réaliser des prothèses robustes et légères,,,. Les frères Jaccard enseignent à Jean Baptiste Richardier à opérer et confectionner des prothèses. Plus tard celui-ci donnera naissance à l'Association Handicap International et recevra le prix Nobel de la paix,.

### Les enfants polios et les réfugiés
En 1976, Jean Zoa, l'archevêque de Yaoundé, leur confie les 240 000 enfants atteints de poliomyélite pour qui rien n'est fait. Ils mettent au point des orthèses fonctionnelles fabriquées par les parents,. Dans les années 1980, Joan Mattelaer visite la léproserie et en partant, Raymond l'invite à revenir. C'est l'origine de Médecins sans Vacances.

### Les filles mal-aimés de la rue
En 1978, Jean-Paul II envoie les frères Jaccard en mission à Bogota. Ils y sont confrontés à une autre misère, celle de plus 400 000 petites filles dans l'enfer de la prostitution.[réf. nécessaire] Les frères vont s'appuyer sur leur association, Un P.A.S. avec les Frères Jaccard, pour mettre en place, avec l'aide des sœurs Adoratrices de Bogotá, plus de 137 ateliers d'apprentissage qui permettront d'apprendre un métier à des milliers de filles et ainsi, sortir de l'enfer de la rue,,. 

#### Le Festival de l'Espérance
Dès les années 1970, les frères organisent à Besançon des grands rassemblements, appelés : Festival de l'Espérance . Ces rassemblements qui ont atteint plus de 4 000 personnes donnent la paroles à de grands témoins qui seront la voix des sans-voix : Jorge Valls, sorti des geôles cubaines ; Tatiana Goritcheva, exilée de l'URSS pour sa foi ; Aleksandr Ogorodnikov, venu des goulags de Sibérie ; François-Xavier Nguyen Van Thuan, 25 ans dans les camps de mort du Vietnam ; Marion Cahour qui a fondé l'Eau Vive pour les alcooliques ; le moine ermite Daniel Ange ; Nicolas Buttet, fondateur de communauté Eucharistein ; Fabrice Hadjadj, créateur et directeur de Philanthropos... entre autres,,,,,.

##### Un P.A.S. avec les frères Jaccard
À partir des années 1990, l'association prend naissance autour du Festival de l'Espérance. C'est elle qui organise les rassemblements du Festival et crée un réseau de soutien matériel à la mission des frères.
P.A.S. est l'acronyme de Prière, Partage, Pardon / Amour, Adoration / Service, Sourire, Silence.
L'association continue à venir en aide aux plus démunis dans le monde entier,,.

## Abus sexuels
En mai 2020, l'évêque Jean-Luc Bouilleret effectue un signalement au procureur de la République de Chambéry à la suite de plusieurs plaintes pour abus sexuels mais l’enquête reste secrète. Raymond Jaccard est suspendu de ses ministères à cette même date. À la suite du décès du prêtre le 20 août 2021 l'action publique le concernant est terminée. Plus de deux après, dans un communiqué daté du 29 décembre 2022, le diocèse de Besançon rend public l'existence de nombreux témoignages « pour des abus sexuels et spirituels sur des personnes majeures » concernant Raymond Jaccard. Il est demandé aux victimes potentielles de se signaler,.
En mars 2023 deux associations cofondées par Raymond Jaccard déposent une plainte pour diffamation à l'encontre de l'évêque de Besançon. Elles estiment que l'initiative de Jean-Luc Bouilleret porte atteinte au nom Jaccard.

## Publications

### Association française Raoul-Follereau
- Pour une réinsertion authentique des lépreux, 1979, (OCLC 461818777)
- La prothèse tibiale, prothèse africaine, 1980, (OCLC 461937228)
- La prothèse fémorale autocorrective, 1981, (OCLC 461638358)
- L'orthèse fonctionnelle, l'appareillage de masse pour les handicapés d'origine poliomyélitique, 1982,  (ISBN 2904049002)
- Avec une infinie tendresse, la prière et la vie d'une lépreuse, Édition à Paris, Éditeur Desclée de Brouwer, 1982,  (ISBN 2220024199)
- Un Homme nouveau : le lépreux opéré et appareillé, Centre National de Prothèses Jamot-Yaoundé-Cameroun, Paris, 1983, (OCLC 1022951548)
- En église missionnaire aujourd'hui : XVIe Journée d'amitié, Besançon, 2 et 3 octobre 1982, Ed S.I., 1983, (OCLC 463638190)
- Vivre pour aimer : XVIIe Journée d'amitié, Besançon 1 et 2 octobre 1983, Ed S.I., 1984, (OCLC 462795949)
- L'Homme en Marche, 1987, (OCLC 463659632)
- Par le Monde au Service des Petits, 1988,  (ISBN 2853131750)
- Va Je suis avec Toi, Edition à Mesnil-Saint-Loup, Édition Le Livre Ouvert, 1993
- Thérèse ou la Petite Voie de l'Enfance Spirituelle, Éditions Monte-Cristo, 2014
- Mission Impossible Sans Lui, Éditions Le livre Ouvert, 2011,  (ISBN 2915614490)

### Publications en CD
- Prier Marie, le chapelet avec des enfants, 2019.
- Il est là, Adore-le, cd sur l'adoration, 2019.
- L'Évangile avec Marie, cd sur l'Évangile, 2020.

### Publications en DVD
- Avec Marc Desclais et François Cartier, Les Prothésistes aux Mains Nues, Images Animées, Lyon, Éditions Net for God, 2014. - « Les prothésistes aux mains nues », sur Youtube, 2015 (consulté en août 2020)

### En bande dessinée
- Didier Chardez et George Van Lithout, Les Frères Jaccard sur la route de l'Amour, Éditions Coccinelle, 2013,  (ISBN 2930273763)
- Loan Estevez et Robert Naoussi, Une vie donnée à l'Amour, Éditions Saint Paul, 2016,  (ISBN 9782351170748).

### Publications en DVD
- Marc Jeanson, D'Indochine à Lourdes: Reconstitution d'une guérison miraculeuse, en 1954 à Lourdes, Paris 1982.
- Fabien Guichardan, Monica Lima et Robert Naoussi, Le Débroussailleur du Ciel, pour Chercheur d'Images, Aix-les-Bains, 2013.
- Marc Jeanson, Frères pour L'Éternité, Paris 2012. Sur KTO - Marc Jeanson, « Frères pour l'éternité », sur Youtube, 2015 (consulté en aout 2020)
- Fabien Guichardan, Les Belles Histoires des Frères Jaccard, pour Chercheur d'Images, 2013.
- Fabien Guichardan, Missions, pour Chercheur d'Images, 2015. - « Missions », sur Youtube, 2016 (consulté en aout 2020)
- Loïc Fontfraide et Pierre Gauer, La Grande Semaine du Père Pierre, 2019.